# Иванов, Николай Петрович (юрист)
Николай Петрович Иванов (1839—1903) — один из крупнейших учёных-юристов своего времени, внёсший значимый вклад в развитие науки международного частного права.

## Биография
Николай Петрович Иванов родился в Симбирской губернии, образование получил в Нижегородской гимназии, а затем в Казанском университете, юридический факультет которого он закончил в 1860 году.
Степень кандидата прав была присвоена Иванову за работу под названием «Дипломатическая практика западноевропейских государств во 2 половине 17 столетия».
В связи с отсутствием преподавателей по международному праву юридический факультет попросил совет Казанского университета направить Иванова в Московский университет для занятий под руководством Михаила Николаевича Капустина.
В 1865 году Иванов замещает вакантную кафедру общенародного (международного) права Казанского университета. Получив прекрасные знания и по гражданскому, и по международному праву Н. П. Иванов был подготовлен к тому, чтобы заняться научным исследованием актуальных проблем международного частного права.
Диссертация Н. П. Иванова, защищённая им в декабре 1864 года, а в 1865 году опубликованная в «Учёных записках Казанского университета», является первой работой в отечественной науке международного частного права, где дана самостоятельная теория коллизионного права. Её название- «Основания частной международной юрисдикции».
Н. П. Иванов был первым учёным в России, использовавшим сам термин «международное частное право».
Отличаясь замечательной ясностью и точностью языка, книга содержит достаточно убедительную критику западноевропейских теорий международного частного права того времени. Автор делает вывод, что ни одна из этих теорий не может быть безусловно принята в науке права, и выдвигает собственную теорию международного частного (гражданского) права.
Оценивая значение данной работы академик В. Э. Грабарь замечает: «Это была первая работа на русском языке по данному предмету, положившая начало развитию русской науки международного частного права. Однако этого достаточно, чтобы вспомнить с благодарностью имя её автора».
Известный российский правовед Б. Э. Нольде также пишет по этому поводу: «Основания»…-дата в истории международного частного права в России… Иванов первый в русской литературе ясно и подробно изложил саму постановку вопроса о конфликтах. Формулы его ясны и точны".
Таким образом, к 70-м годам 19 века благодаря трудам Н. П. Иванова и его предшественников закладываются основы молодой российской науки международного частного права.